# Gianpaolo
Gianpaolo, Gian Paolo oder Gian-Paolo ist ein männlicher, italienischer Vorname, entstanden aus der Verbindung der Vornamen Gianni und Paolo. Eine weitere Variante dieses Doppelnamens ist Giampaolo.

## Bekannte Namensträger

### Gianpaolo
- Gianpaolo Ambrosi (* 1940), italienischer Rennrodler
- Gianpaolo Bellini (* 1935), italienischer Physiker
- Gianpaolo Bellini (* 1980), italienischer Fußballspieler
- Gianpaolo Della Chiesa (1521–1575), italienischer katholischer Kardinal
- Gianpaolo Scarante (* 1950), italienischer Diplomat im Ruhestand

### Gian Paolo
- Gian Paolo Callegari (1909–1982), italienischer Dramatiker, Drehbuchautor und Filmregisseur
- Gian Paolo Cavarai (* 1939), italienischer Diplomat im Ruhestand
- Gian Paolo Chiti (* 1939), italienischer Komponist und Klavierspieler
- Gian Paolo Dallara (* 1936), italienischer Automobilkonstrukteur
- Gian Paolo Gobbo (* 1949), italienischer Politiker
- Gian Paolo Palenteri († um 1606) italienischer römisch-katholischer Bischof
- Gian Paolo Rosmino (1888–1982), italienischer Schauspieler und Filmregisseur
- Gian Paolo Salvini (1936–2021), Jesuit und Publizist
- Gian Paolo Zandegiacomo (* 1968), italienischer Curler

### Gian-Paolo
- Gian-Paolo Biasin (1933–1998), US-amerikanischer Romanist, Italianist und Literaturwissenschaftler italienischer Herkunft